# Finnischer Ligapokal
Der finnische Ligapokal, in Finnland Liigacup, ist ein seit 1994 – mit Unterbrechungen – ausgetragener Fußballwettbewerb in Finnland.

## Geschichte
Der Wettbewerb wurde 1994 erstmals ausgetragen, seinerzeit gewann HJK Helsinki den Titel. Bis 2000 wurde der Pokal jährlich ausgespielt. Von 2001 bis 2003, und von 2017 bis 2021 setzte der Wettbewerb aus. Zwischen 2004 und 2016 wurde der finnische Ligapokal wieder jährlich ausgespielt. 2022 wurde der Wettbewerb wieder aufgenommen.
Bei seiner Erstaustragung wurde der Pokal nach Ende der Saison ausgespielt, seit dem zweiten Wettbewerb vor Saisonbeginn. Rekordsieger mit sechs Titeln ist HJK Helsinki.

## Modus
Die 12 Mannschaften der Veikkausliiga wurden in drei Gruppen zu jeweils vier Mannschaften aufgeteilt. In jeder der Gruppen traten die Mannschaften jeweils einmal gegeneinander an. Die besten Gruppenersten und -zweiten sowie die zwei besten Gruppendritten qualifizierten sich für das Viertelfinale. Im Pokalmodus wurde dann der Sieger des Wettbewerbs ermittelt.

## Die Endspiele im Überblick
| Jahr                                 | Austragungsort                       | Sieger           | Ergebnis       | Finalist       |
| ------------------------------------ | ------------------------------------ | ---------------- | -------------- | -------------- |
| 01994                                | Helsinki                             | HJK Helsinki     | 2:0            | FC Jazz Pori   |
| 01995                                | Helsinki                             | Haka Valkeakoski | 4:2            | HJK Helsinki   |
| 01996                                | Olympiastadion Helsinki              | HJK Helsinki     | 3:2            | Rovaniemi PS   |
| 01997                                | Helsinki                             | HJK Helsinki     | 2:0            | Vaasan PS      |
| 01998                                | Helsinki                             | HJK Helsinki     | 1:1, 8:7 i. E. | FF Jaro        |
| 01999                                | Lahti                                | Vaasan PS        | 3:0            | Kotkan TP      |
| 02000                                | Hanko                                | Vaasan PS        | 2:1            | FC Jokerit     |
| Von 2001 bis 2003 nicht ausgetragen. |                                      |                  |                |                |
| 02004                                | Pohjola Stadion, Vantaa              | AC Allianssi     | 2:2, 5:3 i. E. | FC Lahti       |
| 02005                                | Finnair Stadion, Helsinki            | AC Allianssi     | 3:1            | FC Lahti       |
| 02006                                | Finnair Stadion, Helsinki            | Kuopion PS       | 2:1            | FC KTP Kotka   |
| 02007                                | Finnair Stadion, Helsinki            | FC Lahti         | 0:0, 4:3 i. E. | Inter Turku    |
| 02008                                | Finnair Stadion, Helsinki            | Inter Turku      | 1:0            | Turku PS       |
| 02009                                | ISS Stadion, Vantaa                  | Tampere United   | 2:0            | HJK Helsinki   |
| 02010                                | Finnair Stadion, Helsinki            | FC Honka         | 0:0, 4:3 i. E. | JJK Jyväskylä  |
| 02011                                | Tapiolan urheilupuisto, Espoo        | FC Honka         | 3:0            | Tampere United |
| 02012                                | Sonera Stadium, Helsinki             | Turku PS         | 1:1, 4:2 i. E. | HJK Helsinki   |
| 02013                                | Lahden kisapuisto, Lahti             | FC Lahti         | 2:1            | JJK Jyväskylä  |
| 02014                                | Jouppilanvuoren tekonurmi, Seinäjoki | Seinäjoen JK     | 1:0            | Vaasan PS      |
| 02015                                | Keskuskenttä, Rovaniemi              | HJK Helsinki     | 2:0            | Rovaniemi PS   |
| 02016                                | Wallsport Areena, Seinäjoki          | FC Lahti         | 0:0, 4:3 i. E. | Seinäjoen JK   |
| Von 2017 bis 2021 nicht ausgetragen. |                                      |                  |                |                |
| 02022                                | Vääre Areena, Kuopio                 | FC Honka Espoo   | 3:1            | Inter Turku    |
| 02023                                | Bolt Arena, Helsinki                 | HJK Helsinki     | 2:1            | AC Oulu        |
| 02024                                | Veritas-Stadion, Turku               | Inter Turku      | 2:2, 4:2 i. E. | Kuopion PS     |

### Rangliste der Sieger
| Rang             | Verein       | Siege | Jahr(e)                           |
| ---------------- | ------------ | ----- | --------------------------------- |
| 1                | HJK Helsinki | 6     | 1994 1996, 1997, 1998, 2015, 2023 |
| 2                | FC Lahti     | 3     | 2007, 2013, 2016                  |
| 2                | FC Honka     | 3     | 2010, 2011, 2022                  |
| 3                | Vaasan PS    | 2     | 1999, 2000                        |
| 3                | AC Allianssi | 2     | 2004, 2005                        |
| 3                | Inter Turku  | 2     | 2008, 2024                        |
| 6                |              |       |                                   |
| Haka Valkeakoski | 1            | 1995  |                                   |
| Kuopion PS       | 1            | 2006  |                                   |
| Tampere United   | 1            | 2009  |                                   |
| Turku PS         | 1            | 2012  |                                   |
| Seinäjoen JK     | 1            | 2014  |                                   |